# Karl Alexander, Margraf de Brandenburg-Ansbach
Christian Friedrich Karl Alexander (24 februarie 1736 – 5 ianuarie 1806) a fost ultimul margraf de Brandenburg-Ansbach (1757-1791) și ultimul margraf de Brandebourg-Bayreuth (1769-1791). În 1791, el a vândut drepturile sale asupra celor două principate regelui Frederic Wilhelm al II-lea al Prusiei.

## Biografie
Părinții lui au fost Karl Wilhelm Frederick, Margraf de Brandenburg-Ansbach și Friederike Luise a Prusiei, fiica regelui Frederic Wilhelm I al Prusiei și sora regelui Frederic Wilhelm al II-lea.
După moartea bruscă a fratelui său mai mare, Karl Frederick, la 9 mai 1737, "Alexander," așa cum s-a numit el însuși mai târziu, a devenit Prinț moștenitor al principatului. Din 1748 până în 1759, el a studiat la Utrecht. El a călătorit la  Torino și Savoia ca tânăr conte de Sayn (comitat de Sayn-Altenkirchen a fost absorbit în principatul de Ansbach în 1741).
La 22 noiembrie 1754, la Coburg, Karl Alexander s-a căsătorit cu Caroline Friederike de Saxa-Coburg-Saalfeld (1735–1791), fiica lui Franz Josias, Duce de Saxa-Coburg-Saalfeld și a lui Anne Sophie, Prințesă de Schwarzburg-Rudolstadt.
La 3 august 1757, Karl Alexander a devenit margraf de Brandenburg-Ansbach. Capitala principatului a fost Ansbach însă Karl Alexander a preferat vânătoarea pe domeniile sale și șederea la țară, la Triesdorf. Aici el a renovat "Castelul Alb" pentru metresa sa Hippolyte Clairon, "Castelul Roșu" pentru el însuși, a construit Villa Sandrina pentru o altă metresă, "Fräulein Kurz", și Villa Rotunda pentru metresa (și mai târziu soție) Elizabeth Craven.
În 1758, Karl Alexander a fondat fabrica de porțelan din Ansbach și a făcut asociații în agricultură prin importul de oi. În 1769 el a dobândit principatul Bayreuth în conformitate cu legile Casei de Hohenzollern.
În 1780, Karl Alexander și-a fondat propria bancă, Hochfürstlich-Brandenburg-Anspach-Bayreuthische Hofbanco, care mai târziu a devenit Bayerische Hypotheken- und Wechselbank. El a vrut, evident, să evite susținerea caselor bancare evreiești care supravegheau afacerile sale financiare și să păstreze cât mai mult din venitul său în propriile mâini prin înființarea sa  ca un bancher privat.

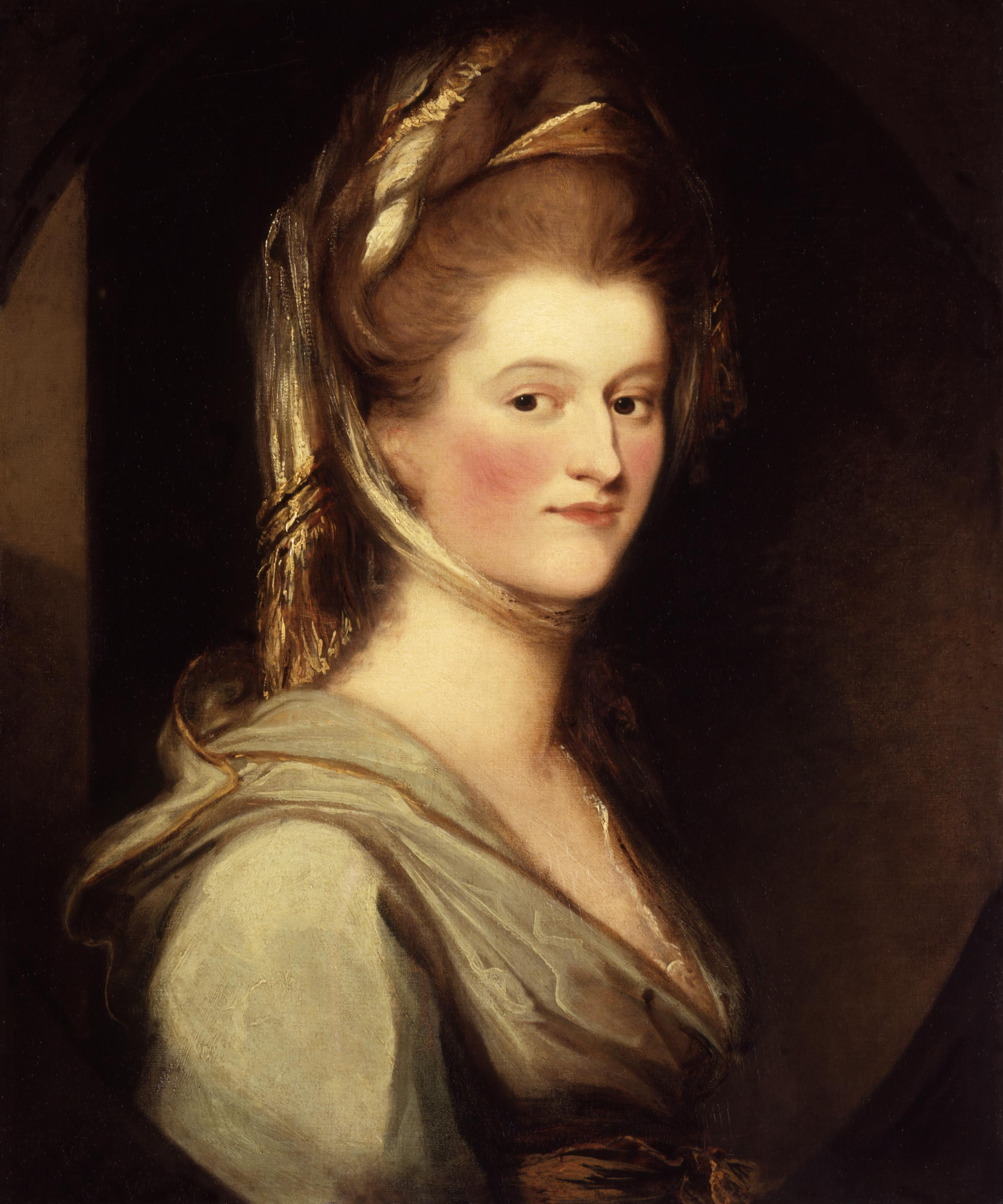
Elizabeth Craven, metresa și mai târziu cea de-a doua soție a margrafului.

Una dintre companii lui Karl Alexandru a realizat venituri din închirierea trupe auxiliare pentru regele George al III-lea al Marii Britanii pentru colonii din America. Margraful a închiriat trupe suplimentare pentru Olanda. Cu aceste venituri a plătit datoriile principatului, care s-au ridicat la 5.000.000 de guldeni în momentul în care a preluat mandatul (1757). Până în momentul abdicării sale, 34 de ani mai târziu, datoria principatului a fost de numai 1.500.000 de guldeni.
Prima soție a lui Karl Alexander a murit la 18 februarie 1791 la Unterschwaningen, unde a trăit de când s-a separat de soțul ei. La 19 mai în același an, Karl Alexander a părăsit Triesdorf pentru Anglia. La 13 octombrie sau 30 octombrie 1791, la Lisabona, el s-a căsătorit cu Lady Elizabeth Craven (1750–1828), fiica celui de-al 4-lea Conte de Berkeley, și văduva celui de-al 6-lea baron Craven.
La 16 ianuarie 1791, Karl Alexander și-a vândut drepturile sale asupra celor două principate Prusiei. Prusia a plătit margrafului o compensație anuală de 300.000 de guldeni. La 2 decembrie, la Bordeaux, Franța, el a semnat abdicarea oficială din funcția de margraf.
Regiunea Franconia a trecut de-a lungul timpului prin mai multe mâini. La 15 decembrie 1805, prin Tratatul de la Schönbrunn, Prusia a cedat principatul de Ansbach Franței în schimbul electoratului de Hanovra. În 1806, Ansbach a fost achiziționată de către Regatul Bavariei în schimbul ducatului de Berg, și curând după aceea, înfrângerea prusacă la Jena la 14 octombrie 1806 a dus la cedarea principatului Bayreuth francezilor prin Tratatul de la Tilsit din iulie 1807.  În 1810, Bayreuth a fost achiziționată de către Bavaria. În cele din urmă, în 1871, Bavaria a fost încorporată în Confederația Germană de Nord, pentru a forma un imperiu german sub control prusac.
După abdicare, Karl Alexander a trăit în Anglia împreună cu soția sa. La 5 ianuarie 1806, la vârsta de 69 de ani, Karl Alexander a murit după o boală scurtă cauzate de boli pulmonare. 